# Лайнер, Юрий Абрамович
Ю́рий Абра́мович Ла́йнер (25 мая 1934 — 11 апреля 2016) — российский материаловед, учёный в области комплексного использования минерального и вторичного сырья, заведующий лабораторией физикохимии и технологии алюминия Института металлургии и материаловедения им. А. А. Байкова РАН. Профессор, доктор технических наук, академик Международной академии наук экологии, безопасности человека и природы (МАНЭБ). Заслуженный деятель науки Российской Федерации.

## Биография
В 1957 году окончил Московский институт цветных металлов и золота им. М. И. Калинина.
В 1963 году защитил в институте металлургии им. А. А. Байкова диссертацию на соискание ученой степени кандидата технических наук, на тему: «Исследование некоторых физико-химических свойств алюминатных растворов, содержащих калиевую щелочь».

## Научная и педагогическая деятельность
Ю. А. Лайнер — соавтор более 450 научных работ, в том числе 15 монографий и обзоров, учебного пособия для вузов, около 100 изобретений. Под его руководством защищено более 30 кандидатских и докторских диссертаций.
Профессор Ю. А. Лайнер — член Диссертационного совета Д 002.060.03 по защите кандидатских и докторских диссертаций при Институте металлургии и материаловедения им. А. А. Байкова РАН. Член экспертного совета Высшей аттестационной комиссии при Министерстве образования и науки Российской Федерации по металлургии и металловедению.

## Наиболее известные научные работы

### Монографии
1. Нефелины — комплексное сырье алюминиевой промышленности / Соавтор: И. Н. Китлер. — Москва, Металлургиздат, 1962;
2. Сборник работ экспериментального цеха Уральского алюминиевого завода / Составитель: Ю. А. Лайнер. — Уральский алюминиевый завод (Каменск-Уральский). — Серия: Металлургия легких металлов. — Гос. комитет Совета Министров СССР по черной и цветной металлургии, Центральный НИИ информации и технико-экономических исследований цветной металлургии. — Москва, 1962—1964;
3. Сборник работ Экспериментального цеха Богословского алюминиевого завода / 1962—1964;
4. Комплексная переработка алюминий-содержащего сырья кислотными способами / Москва, Наука, 1982;
5. Комплексная переработка щелочного алюминийсодержащего сырья / Соавторы: Б. И. Арлюк, А. И. Пивнев. — Москва, Металлургия, 1994.[1]

### Статьи
1. Изучение коагулирующей способности новых алюминийсодержащих коагулянтов для очистки природных вод / Соавторы: А. А. Беляк, В. И. Жаворонкова, А. Д. Смирнов, Г. А. Мильков. — Журнал «Водоснабжение и санитарная техника», № 5, 2013;[4]
2. Разделение хлоридов алюминия и железа методом высаливания / Соавторы: Д. В. Валеев, Т. С. Вомпе, В. И. Пак. — Журнал «Известия Самарского научного центра РАН», том 16, выпуск № 4 (3), 2014. — Стр. 512—513.[5]

### Изобретения РФ и СССР
1. Способ получения сульфата алюминия из обожженных каолиновых глин / Патент РФ № 2402487. — Соавторы: Н. П. Лякишев, Б. Г. Балмаев, Л. М. Сурова, Г. А. Мильков, А. С. Тужилин, А. А. Соболевский, И. Н. Кривоногов. — Дата публикации: 27.10.2010.[6]

## Признание
1. Заслуженный деятель науки Российской Федерации;[7]
2. Академик Международной академии наук экологии, безопасности человека и природы (МАНЭБ).